# Vestalis amethystina
Vestalis amethystina – gatunek ważki z rodziny świteziankowatych (Calopterygidae). Występuje na Sumatrze, w Singapurze, na Półwyspie Malajskim i dalej na północ po prowincję Kanchanaburi w Tajlandii.